# Kosbach

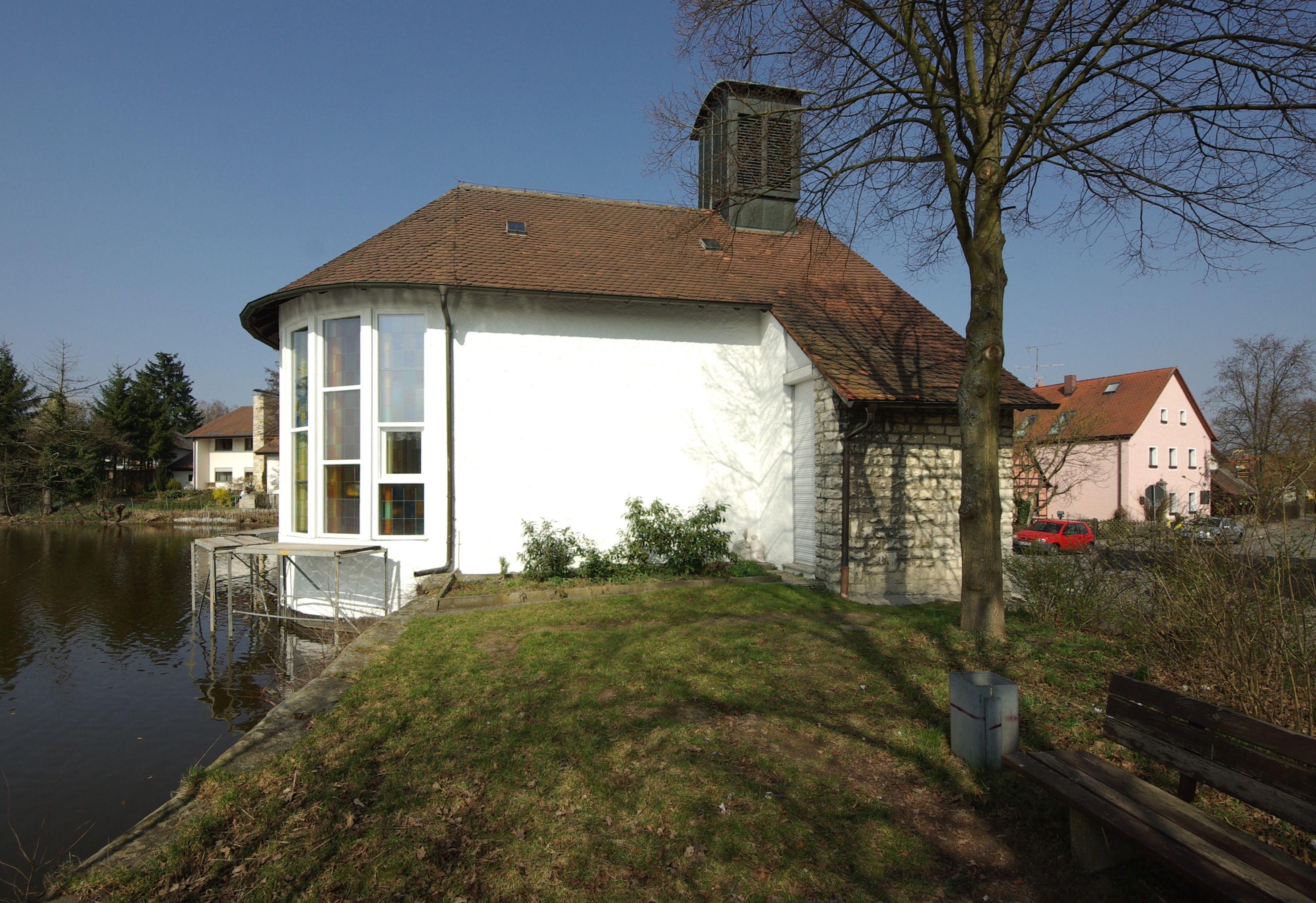
St. Josef

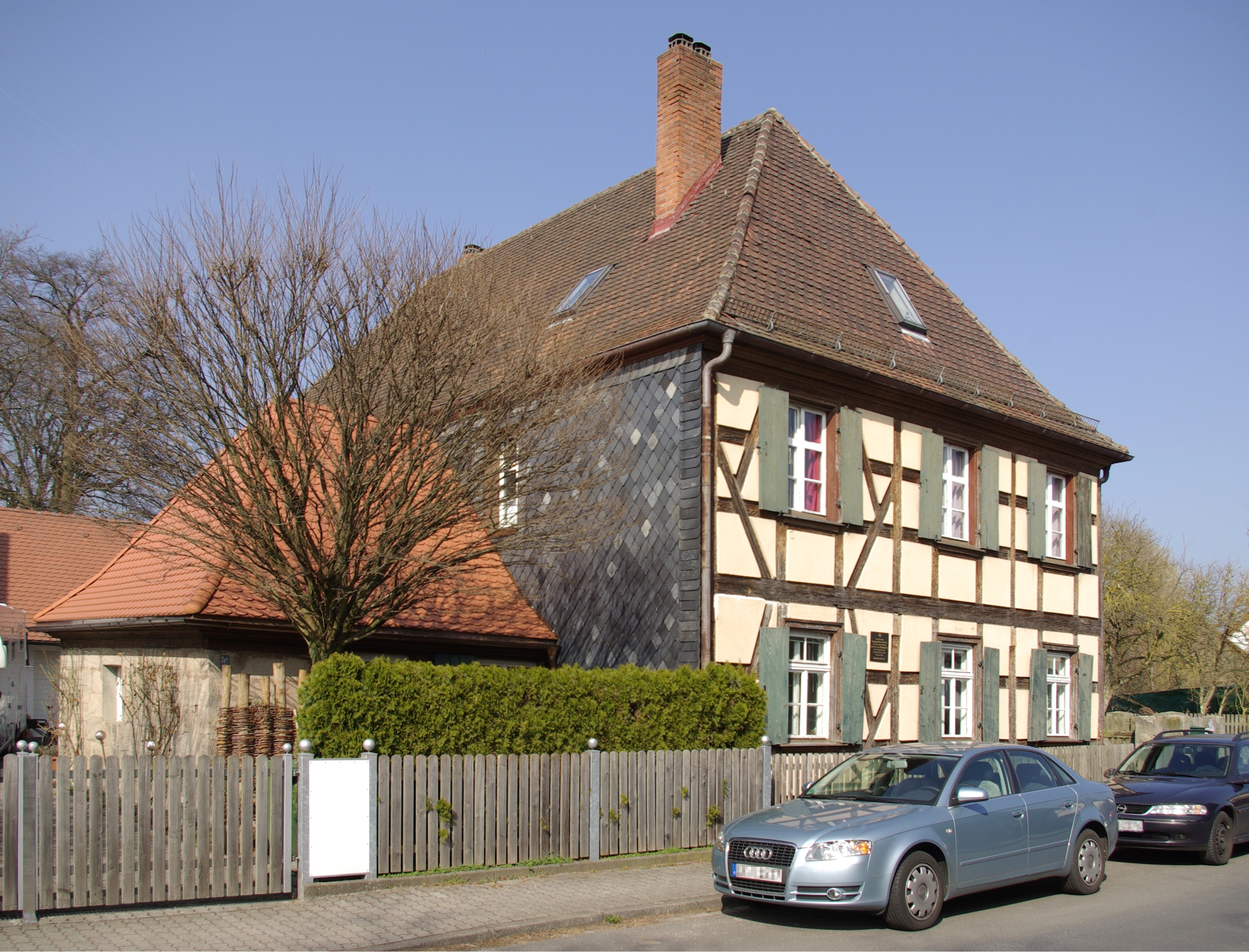
Ehemaliges Forsthaus

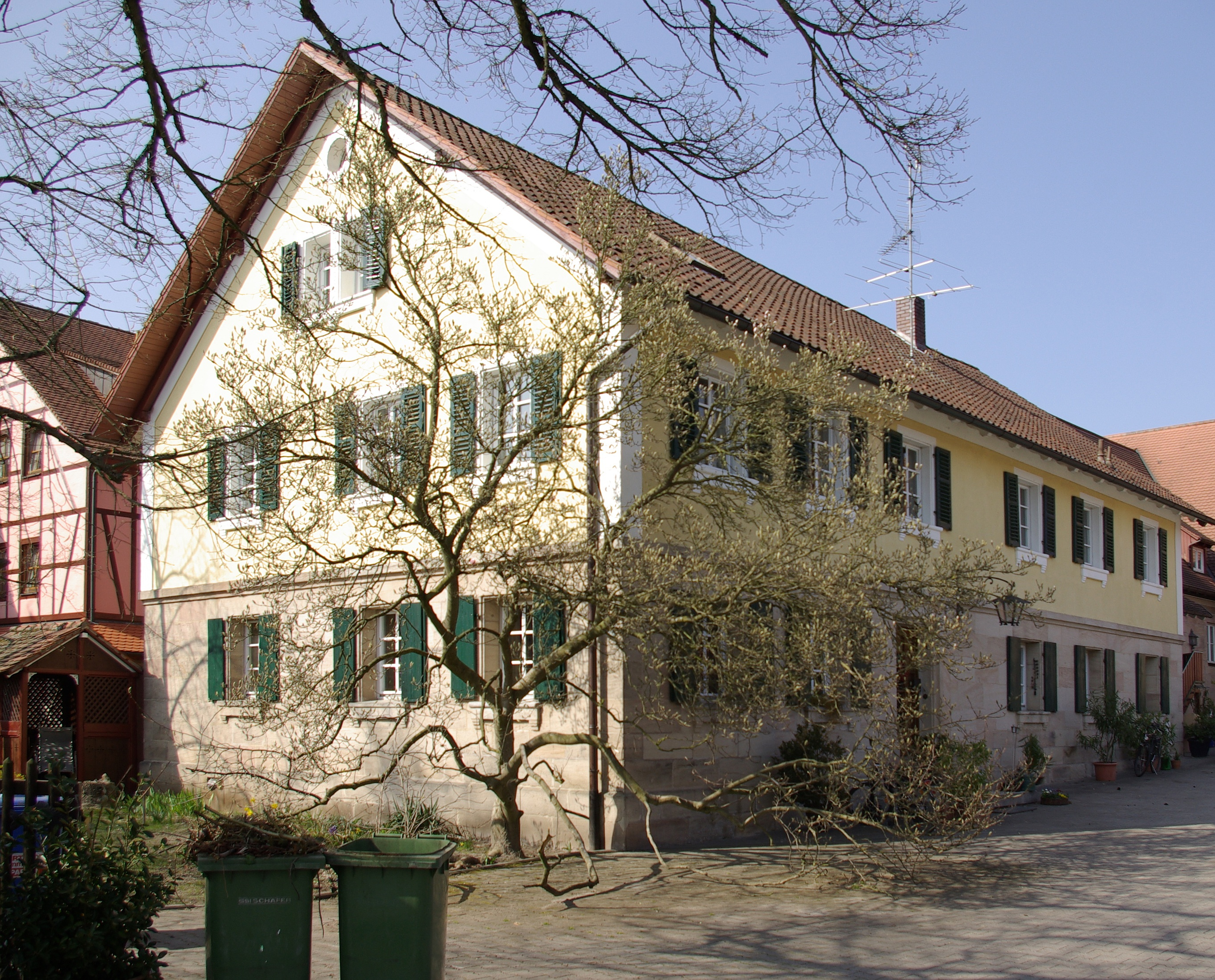
Nützel-Oberle-Hof

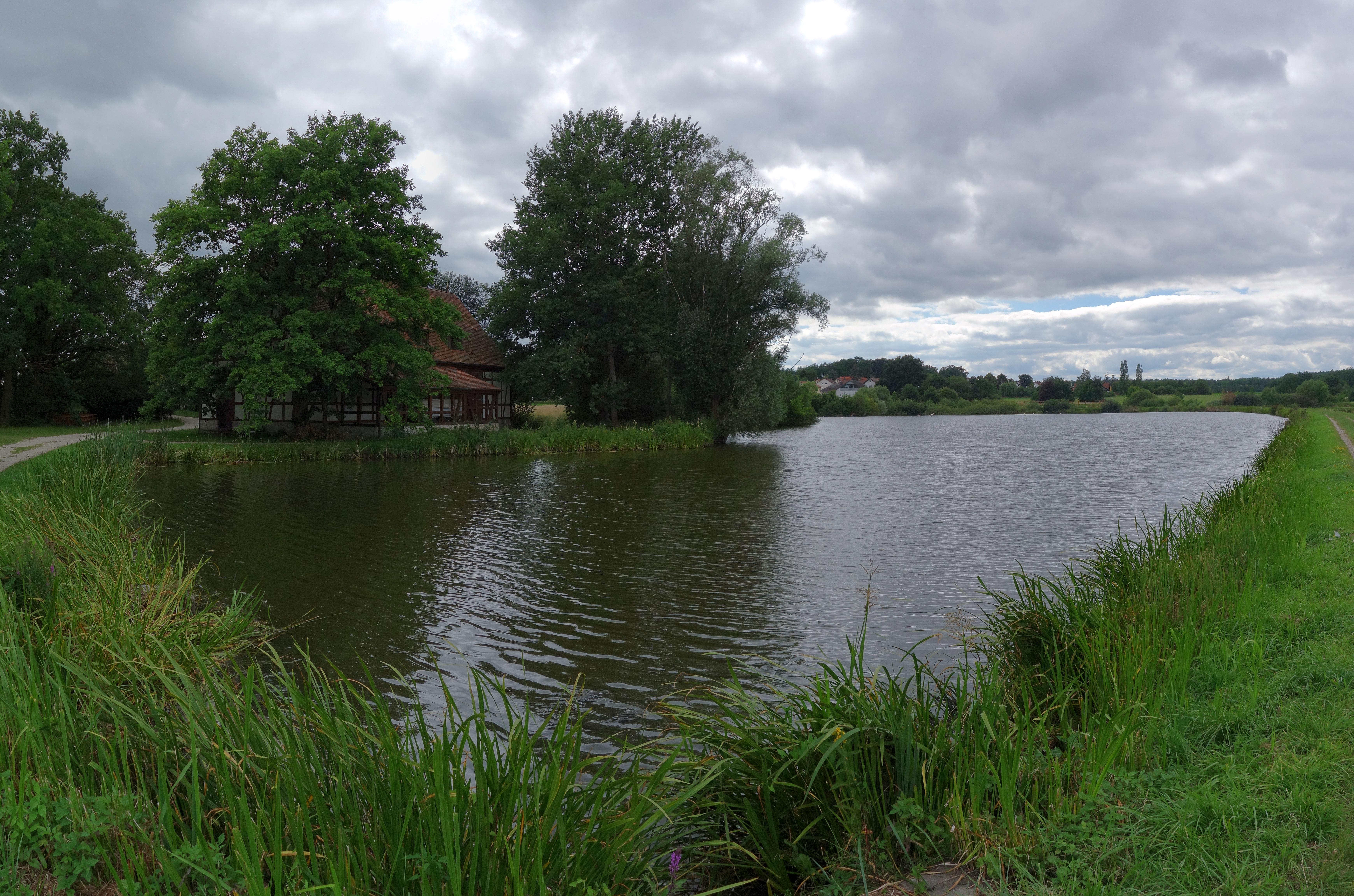
Einer der Wellesweiher bei Kosbach

Kosbach (fränkisch: Koschba) ist ein Gemeindeteil und eine Gemarkung der kreisfreien Stadt Erlangen (Mittelfranken, Bayern). Der Name wird mit kurzem O wie Kossbach ausgesprochen und nicht etwa wie Koosbach, was Ortsfremde oft vermuten.

## Geographie
Das Kirchdorf ist von Weihern umgeben: im Westen der Petersweiher, im Norden der Kleinauweiher, im Nordosten die Welles- und Grossauweiher. Der Mönauweiher im Südwesten, sowie der Dorf- und der Deckersweiher im Süden und der Dummetsweiher im Westen werden vom Steinforstgraben, einem linken Zufluss der Regnitz gespeist. Etwas weiter nördlich befindet sich das Waldgebiet Mönau. Im Süden liegt das Flurgebiet Am Schleifweg.
Eine Gemeindeverbindungsstraße verläuft nach Dechsendorf zur Staatsstraße 2240 (2,8 km nördlich). Weitere Gemeindeverbindungsstraßen verlaufen nach Büchenbach (1,1 km südöstlich) und nach Häusling zur Kreisstraße ER 1 (1,3 km südlich).

## Geschichte
Der Ort wurde 1348 als „Kospach“ erstmals urkundlich erwähnt. Die Bedeutung des Ortsnamens bleibt unklar. Lehnsherr war das Hochstift Bamberg. Der Ort bestand zu dieser Zeit aus 22 Hofstätten mit Feldern von 11 Mansen und 1 Lehen (=111⁄4 Huben). Der Truchseß zu Nainsdorf erhielt Einkünfte, das bambergische Kastenamt Herzogenaurach Steuern und Getreideabgaben. 1387 wurden im Zinsregister der Bamberger Dompropstei 11 Gültpflichtige in „Cosbach“ verzeichnet. Laut dem dompropstischen Urbar von 1468 hatten sie in „Coßbach“ grundherrliche Ansprüche über 16 Hofstätten mit 111⁄4 Huben Feldern, es war also der ganze Ort in der Hand der Dompropstei. Im Dreißigjährigen Krieg brannte der Ort nieder. Das Hochgericht hatte das bambergische Centamt Herzogenaurach mindestens bis 1730 inne. Laut dem Urbar des Dompropsteiamtes Büchenbach von 1747 übte das brandenburg-bayreuthische Oberamt Baiersdorf das Hochgericht aus. Es gab zu dieser Zeit 17 Untertansfamilien.
Gegen Ende des 18. Jahrhunderts gab es in Kosbach 13 Anwesen (3 Huben, 4 Höfe, 1 Dreiviertelhube, 1 Viertelhufe, 2 Häuslein, 1 Hirtenhaus, 1 Jägerhaus). Das Hochgericht übte das bambergische Dompropsteiamt Büchenbach im begrenzten Umfang aus. Es hatte ggf. an das bambergische Centamt Herzogenaurach auszuliefern. Die Dorf- und Gemeindeherrschaft sowie die Grundherrschaft über alle Anwesen hatte das Dompropsteiamt Büchenbach.
Von 1803 bis 1810 unterstand der Ort dem Justiz- und Kammeramt Erlangen. 1810 kam Kosbach an das Königreich Bayern. Im Rahmen des Gemeindeedikts wurde der Ort dem 1811 gebildeten Steuerdistrikt Büchenbach zugewiesen. Mit dem Zweiten Gemeindeedikt (1818) entstand die Ruralgemeinde Kosbach, zu der Alterlangen, Häusling und Steudach gehörten. Sie war in Verwaltung und Gerichtsbarkeit dem Landgericht Herzogenaurach zugeordnet und in der Finanzverwaltung dem Rentamt Erlangen (ab 1. Oktober 1847 Rentamt Herzogenaurach). Ab 1862 gehörte Kosbach zum Bezirksamt Höchstadt an der Aisch (1939 in Landkreis Höchstadt an der Aisch umbenannt) und weiterhin vom Rentamt Herzogenaurach (1919 in Finanzamt Herzogenaurach umbenannt, seit 1929: Finanzamt Erlangen). Die Gerichtsbarkeit blieb  beim Landgericht Herzogenaurach (1879 in Amtsgericht Herzogenaurach umbenannt), seit 1959 ist das Amtsgericht Erlangen zuständig. Die Gemeinde hatte ursprünglich eine Gebietsfläche von 9,240 km², Am 1. April 1920 wurde Alterlangen in die Stadt Erlangen eingegliedert. Dadurch verringerte sich die Gebietsfläche auf 5,891 km².
Am 15. März 1964 konnte die katholische St. Josephskapelle nach achtjähriger Bauzeit eingeweiht werden. Am 1. Januar 1967 wurde die Gemeinde Kosbach nach Erlangen eingemeindet. Nach der Eingemeindung erlebte der Ort einen regen Zuzug.

### Baudenkmäler
- Am Deckersweiher 4: Ehemaliges Forsthaus
- Am Deckersweiher 24: Nützel-Oberle-Hof
- Am Deckersweiher 26: Polstermarter
- Hechtweg 8: Marter auf dem Bergle
- Heginigstraße: Nützelmarter
- Hegenigstraße 8: Bildstock
- Hegenigstraße 16: Wegkreuz
- Reitersbergstraße 20: Fachwerkstadel
- Reitersbergstraße 21: Stadel, Hofeinfahrt und Marter
- Bildstock
- Wegkreuz
- Martersäule

### Einwohnerentwicklung
Gemeinde Kosbach
| Jahr      | 1818   | 1840   | 1852   | 1855   | 1861   | 1867   | 1871   | 1875   | 1880   | 1885   | 1890   | 1895   | 1900  | 1905   | 1910   | 1919   | 1925  | 1933   | 1939   | 1946   | 1950   | 1952   | 1961   |
| Einwohner | 370    | 448    | 456    | 442    | 464    | 459    | 489    | 489    | 489    | 508    | 495    | 513    | 591   | 640    | 694    | 726    | 312   | 333    | 322    | 520    | 493    | 477    | 402    |
| Häuser    | 56     |        |        |        |        |        | 79     |        |        | 83     | 100    |        | 97    |        |        |        | 57    |        |        |        | 62     |        | 75     |
| Quelle    | [ 12 ] | [ 13 ] | [ 13 ] | [ 13 ] | [ 14 ] | [ 15 ] | [ 16 ] | [ 17 ] | [ 18 ] | [ 19 ] | [ 20 ] | [ 13 ] | [ 8 ] | [ 13 ] | [ 21 ] | [ 13 ] | [ 9 ] | [ 13 ] | [ 13 ] | [ 13 ] | [ 22 ] | [ 13 ] | [ 23 ] |

Ort Kosbach
| Jahr      | 001818 | 001861 | 001871 | 001885 | 001900 | 001925 | 001950 | 001961 | 001970 | 001987 | 002000 |
| Einwohner | 102    | 122    | 120    | 117    | 119    | 131    | 198    | 193    | 292    | 891    | 942    |
| Häuser    | 15     |        |        | 22     | 23     | 26     | 27     | 34     |        | 222    |        |
| Quelle    | [ 12 ] | [ 14 ] | [ 16 ] | [ 19 ] | [ 8 ]  | [ 9 ]  | [ 22 ] | [ 23 ] | [ 24 ] | [ 25 ] | [ 1 ]  |

## Religion
44 % der Einwohner sind katholisch, 28 % evangelisch. Die Katholiken sind der Pfarrei St. Xystus in Büchenbach zugeordnet, die zum Seelsorgebereich Erlangen West im Dekanat Erlangen des Erzbistums Bamberg gehört; in der Kapelle St. Josef in Kosbach finden Werktagsgottesdienste statt. Die Lutheraner in Kosbach gehören zur Gemeinde der Martin-Luther-Kirche in Büchenbach, die dem Dekanat Erlangen im Kirchenkreis Nürnberg der Evangelisch-Lutherischen Kirche in Bayern angehört. Für Reformierte gibt es die Hugenottenkirche in der Innenstadt, die dem Synodalverband XI der Evangelisch-reformierten Kirche angehört.